# WPHL 1908

Sezona 1908 lige WPHL je bila peta sezona lige Western Pennsylvania Hockey League pod imenom WPHL, vključujoč še sezone lige IPHL pa osma.

## Končna lestvica
| Moštvo             | OT | Z  | P  | R | GF | GA | TOČ | Povpr. |
| ------------------ | -- | -- | -- | - | -- | -- | --- | ------ |
| Pittsburgh Bankers | 19 | 12 | 4  | 3 | 81 | 59 | 24  | .632   |
| Pittsburgh Lyceum  | 17 | 11 | 5  | 1 | 77 | 49 | 22  | .647   |
| Pittsburgh Pirates | 17 | 5  | 10 | 2 | 59 | 70 | 10  | .294   |
| Pittsburgh PAC     | 17 | 3  | 12 | 2 | 41 | 80 | 6   | .176   |

- Tekme, ki so se končale neodločene, so ponovili in se ne upoštevajo v končnem številu točk.